# Rhinecanthus cinereus
Rhinecanthus cinereus är en fiskart som först beskrevs av Pierre Joseph Bonnaterre 1788.  Rhinecanthus cinereus ingår i släktet Rhinecanthus och familjen tryckarfiskar. Inga underarter finns listade i Catalogue of Life.